# Buddha di Avukana

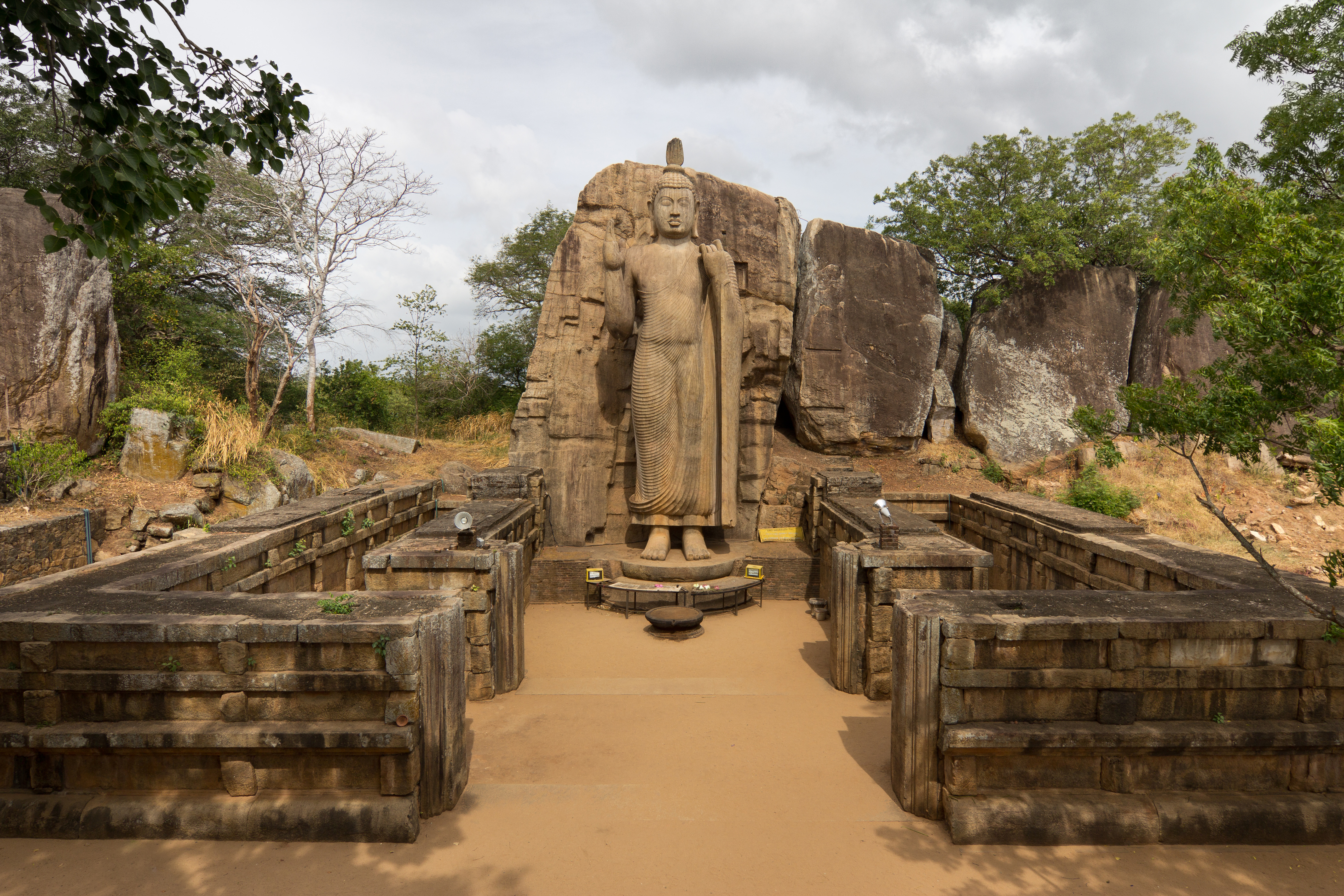
Buddha di Avukana

La statua di Avukana è una statua del Buddha vicino a Kekirawa nella provincia Centro-Settentrionale dello Sri Lanka.
La statua, la cui altezza è di oltre 40 piedi (12 m), è stata scavata da una grande facciata di roccia granitica nel V secolo. Rappresenta una varietà del Abhaya mudra ed è caratterizzata da una veste dalla elaborata lavorazione.
Scolpita durante il regno di Dhatusena di Anuradhapura, la statua potrebbe essere il frutto di una competizione tra allievo e maestro. Il Buddha di Avukana è uno dei migliori esempi di statua eretta costruita nell'antico Sri Lanka ed è oggi una popolare meta turistica.

## Luogo e aspetto
La statua di Avukana si trova nel villaggio di Avukana vicino a Kekirawa nella provincia Centro-Settentrionale dello Sri Lanka e vicina al bacino idrico di Kala Wewa verso il quale è rivolta. È stata scavata da una grande facciata di granito da cui è tuttavia completamente separata fatto salvo per una sottile striscia di roccia che la collega alla facciata rocciosa e la sostiene. Il piedestallo su cui posa il Buddha, scolpito a forma di fiore di loto, è stato scavato separatamente e posizionato sotto la statua. 
La statua ha un'altezza di 38 piedi (12 m) che con il piedestallo raggiunge i 42 piedi (13 m). A fianco della statua si trovava in origine un santuario del quale rimangono i resti di alcune mura in mattoni e che aveva una base di 74 piedi (23 m) per 63 piedi (19 m).

## Caratteristiche
La statua di Avukana è considerata uno dei migliori esempi di statua del Buddha in piedi dell'antico Sri Lanka. Essa riflette influenze dell'arte Gandhara e della scuola di Amaravati. La veste è indossata aderente e tratteggia chiaramente le forme; le pieghe sono incise chiare e delicate. Un lembo della toga ricade sopra la spalla sinistra, mentre la destra è nuda, secondo la tradizione delle statue del Buddha dello Sri Lanka. Il corpo è eretto e la mano sinistra stringe la veste all'altezza della spalla. La mano destra è levata all'altezza della spalla corrispondente, con il palmo rivolto a sinistra. Questo gesto è noto come Asisamudra, una variazione di Abhayamudrā.

## Costruzione
Si ritiene generalmente che la statua di Avukana sia stata costruita nel V secolo sotto il regno di Dhatusena e sotto i suoi ordini. Un'altra tesi, tuttavia, sostiene che essa sia opera di un tale Barana. Esiste un'altra statua del Buddha in piedi, piuttosto simile a quella di Avukana, nel vicino villaggio di Sasseruwa. Secondo una leggenda, le due statue sono il risultato di una sfida tra un guru (maestro) e un gola (allievo) della scultura su pietra: il maestro avrebbe costruito la statua di Avukana, l'allievo quella di Sasseruwa. Il primo dei due che avesse completato la propria statua avrebbe dovuto notificarlo all'altro suonando una campana. Il maestro completò il lavoro per primo, e vinse la gara. Si narra sia questa la ragione per cui la statua di Sasseruwa è incompiuta. La statua di Avukana è considerata migliore, e certe somiglianze tra le due statue hanno indotto gli storici a credere nella veridicità del racconto.

## Situazione attuale
La statua riceve la visita di pellegrini da tutto il paese ed è divenuta una popolare attrazione turistica dello Sri Lanka. Il sito, carente all'inizio di molti servizi, è stato attrezzato dal Dipartimento archeologico e dalle forze di Protezione civile dello Sri Lanka.